# بايرسدورف (ألمانيا)
بَايِرِسدُورف (بالأَلمانِيَّة: ) هي مَدِينة أَلمانِيَّة في مِنطقة إرلِنغَنِّ - هُوششَتَادت التَّابعة لمُحافظة فرانكُونيا الوُسطَى في وِلاَية باڤارِيا في بجُمهُوريَّة أَلمَانيَا الاِتّحاديّة باِرتِفاع يصِل إِلى 275 مِتر فَوق مُستوى سطح اَلبحر، وبمِساحة تُقَدَّر بحوالَي 11 كم².

## المُدن التَّوأَم لِمدِينة بَايِرِسدُورف
تجمُّع مدِينة بَايِرِسدُورف عَلاقة توأمة مُدنٌ مَع المُدن التّالِية :
- فرنسا: مدِينة بَاسِي.
- النمسا: مدِينة اُولِريشسبِيرغٌ.
- بولندا: مدِينة برِّينَا.[3]

## صُور

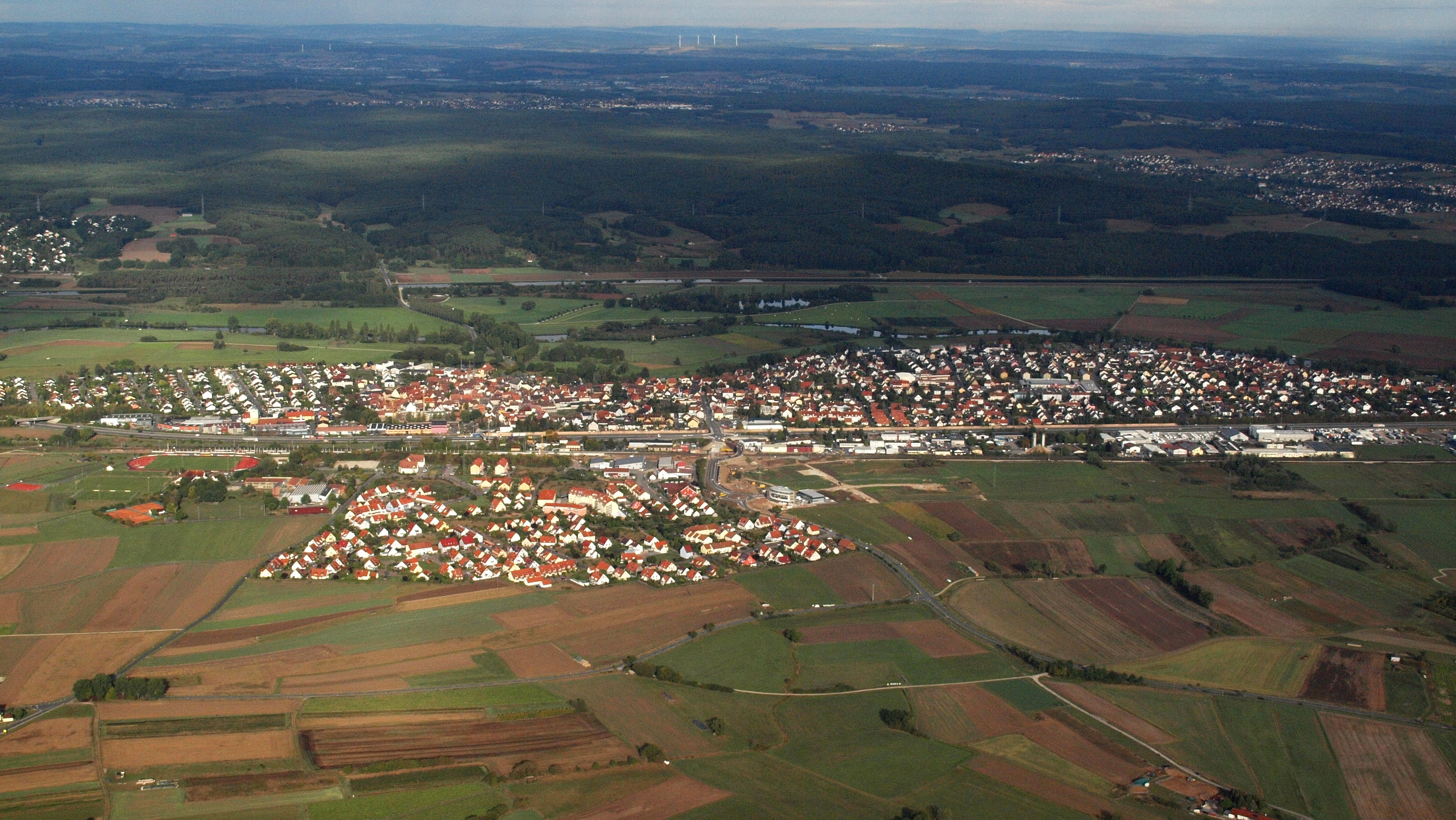
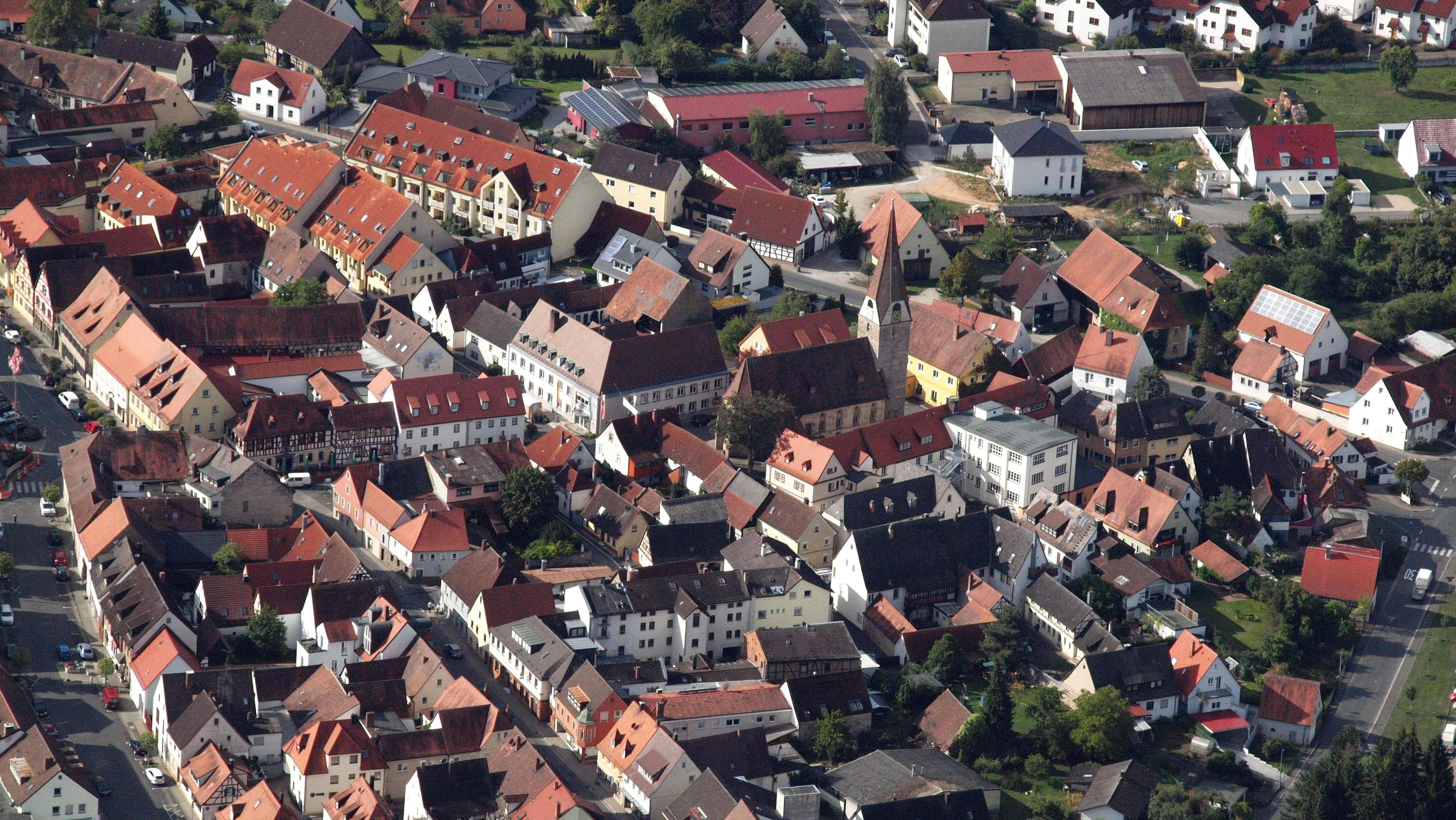
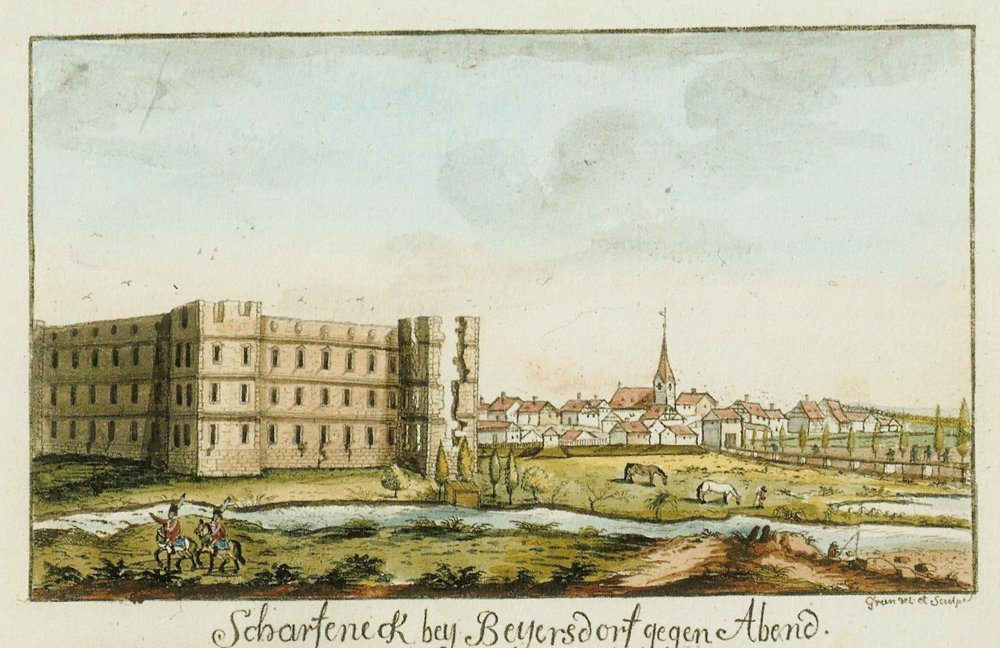

## اُنظُر أيضاً
- باڤارِيا.
- باڤارِيا العُليَا.
- قائِمة مُدن أَلمَانيَا.

## وُصلات خارجيّة
- الصّفحة الرّسميّة لمَدِينة بَايِرِسدُورف (باللُّغَةُ الألمانِيّة).

## مَراجع
1. ↑  "Alle politisch selbständigen Gemeinden mit ausgewählten Merkmalen am 31.12.2018 (4. Quartal)" (بالألمانية). Statistisches Bundesamt. Archived from the original on 2019-03-10. Retrieved 2019-03-10.
2. ↑  Alle politisch selbständigen Gemeinden mit ausgewählten Merkmalen am 31.12.2023 (بالألمانية), Statistisches Bundesamt, 28. Oktober 2024, QID:Q131220759, Archived from the original on 17 November 2024 {{استشهاد}}: تحقق من التاريخ في: |publication-date= (help)
3. ↑  المُدن التَّوأَم © الصّفحة الرّسميّة لمَدِينة بَايِرِسدُورف (باللُّغَةُ الألمانِيّة). اُطُّلِع علَيه بِتَارِيخ 21 نُوفِمبِر 2018. نسخة محفوظة 09 يناير 2017 على موقع واي باك مشين.